# Committees of Correspondence for Democracy and Socialism
Il Committees of Correspondence for Democracy and Socialism è un gruppo democratico e socialista degli Stati Uniti, che ebbe origine nel 1991 con il nome di Committees of Correspondence, un'ala dissidente moderata del Partito Comunista degli Stati Uniti d'America (CPUSA). Rinominato come Committee of correspondence della Rivoluzione Americana, il gruppo ha criticato la leadership del leader CPUSA Gus Hall e ha sostenuto che alla luce del crollo dell'Unione Sovietica, il partito dovrebbe respingere il leninismo e adottare un orientamento più moderato democratico socialista.
Nel 2000 il gruppo cambiò il nome in quello attuale Committees of Correspondence for Democracy and Socialism. Al CCDS è permessa la doppia appartenenza sia al Partito Socialista degli Stati Uniti d'America e, per qualche tempo, al Partito Comunista USA.